# Saint-Chamond
Saint-Chamond é uma localidade e comuna francesa situada na região de Auvérnia-Ródano-Alpes, departamento de Loire, no distrito de Saint-Étienne. Forma parte dos cantões de Saint-Chamond-Nord e Saint-Chamond-Sud. Em 2010 a comuna tinha 35 448 habitantes (densidade: 645,9 hab./km²).